# متحكم (حوسبة)

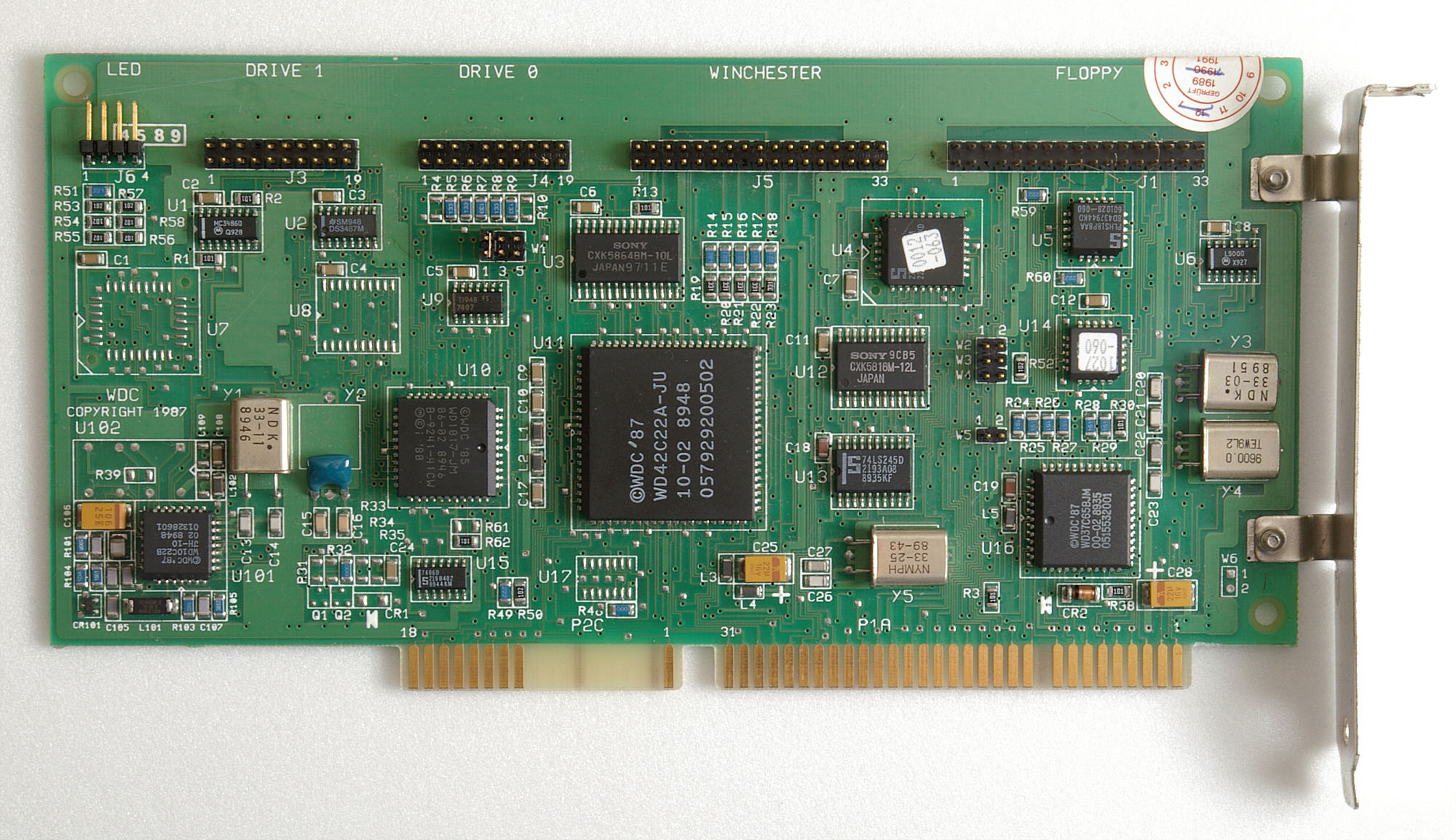

في الحوسبة وخصوصًا في عتاد الحاسوب، المتحكم (بالإنجليزية: Controller)‏ هو دارة متكاملة (مثل المتحكم الدقيق)، لوحة توسعة، أو جهاز مستقل يعمل كواجهة بين عدد من الملحقات. يمكن أن يكون حلقة وصل بين أجزاء من الحاسوب (مثال ذلك متحكم الذاكرة الذي يدير الوصول للذاكرة في الحاسوب) أو متحكم على جهاز خارجي فيقوم بإدارة مهامه (والاتصال به).
يستخدم المصطلح أحيانًا بصورة عكسية ليشير إلى جهاز يستخدمه المستخدم ليقوم بالتحكم بعملية في الحاسوب، مثل يد التحكم.
قد يكون المتحكم في الحاسوب المكتبي على شكل بطاقة توسعة، دارة متكاملة واحدة على اللوحة الأم، أو جهاز خارجي. المتحكم في الحواسيب الكبيرة عادةً ما يكون جهازًا مستقلًا متصلًا بقناة أو يكون مدمجًا مع الملحقات.

## المتحكمات المركزية (المضيفة) والملحقة
المتحكمات يمكن وجودها على طرفي ناقل الحاسوب. المتحكم الموجود على جهة المضيف (يكون جزءًا من المضيف) يسمى متحكم مضيف أو (بسياق التخزين) يسمى موائم ناقل المضيف. المتحكم الموجود على جهة الملحقات (يكون جزءًا من الملحقات) يسمى متحكم ملحق، مثل متحكمات الأقراص ومتحكمات الذاكرة الوميضية، التي تكون في الأنظمة الحديثة مدمجة عادةً مع المحرك.
هذا التصنيف لا ينطبق على متحكمات الشبكة عادةً، حيث أن الأنظمة تتشارك فيها كأنداد و لا يكون أحدها مضيفًا/ملحقًا بصورة واضحة.

## لوحات التحكم
الحواسيب المكتبية الأولى مثل (IMSAI 8080) استخدمت لوحات توسعة (أو بطاقات توسعة) لكل المتحكمات، كل منها يتعامل مع نوع محدد من الأجهزة. أمثلة على متحكمات لوحات التوسعة:
- متحكم الرسوميات أو متحكم الفيديو.
- متحكم ناقل سكزي ( بالإنجليزية: (Small Computer System Interface (SCSI)
- متحكم بطاقة الشبكة
- متحكم المنفذ المتوازي

## دارات التحكم المتكاملة
بتحسن كثافة الدارات المتكاملة تم تصنيع المتحكمات كدارة متكاملة موجودة عادة على اللوحة الأم.أمثلة ذلك:
- وحدة المتحكم الدقيق
- متحكم لوحة المفاتيح
- متحكم المقاطعة الممكن برمجتها ( بالإنجليزية: Programmable Interrupt Controller)
- دارة الجسر الشمالي ( بالإنجليزية: Northbridge)
- دارة الجسر الجنوبي ( بالإنجليزية: Southbridge)
- مرسل مستقبل عام غير متزامن
- متحكم الذاكرة، منطق يدير مرور البيانات في نظام الحاسوب
- متحكم وصول مباشر للذاكرة ملحق ( بالإنجليزية: Peripheral DMA controller)
- متحكم القرص المرن

الاندماجات بشكل أكبر في هذا المجال مكنت من تطوير دارات المدخلات/المخرجات الفائقة ( بالإنجليزية: Super I/O) وهي دارة مفردة يمكنها التحكم بعدد من الأجهزة مثل الأقراص المرنة، المنافذ المتوازية، المنافذ المتسلسلة، لوحة المفاتيح، و الفأرة.

## متحكمات خارجية
- متحكم الأقراص، يدمج عادة مع محرك الأقراص
- متحكم منظومة أقراص صلبة ( نوع من متحكمات التخزين) ( بالإنجليزية: RAID controller)
- متحكم الذاكرة الوميضية
- متحكم الوصول لنهاية طرفية ( بالإنجليزية: Terminal Access Controller)

## متحكمات الحواسيب الكبيرة
في مصطلحات آي بي إم المتحكم هو جهاز يفك ترميز الأوامر و يؤثر على أداء الجهاز.
في معظم أنظمة الحواسيب الكبيرة يتصل ناقل مستقل عن الوحدات بوحدة المعالجة المركزية و بمتحكم أو وحدة تحكم تقوم بتطبيق منطق الاعتماد لتوصيل أجهزة معينة. المهام التي تقوم بها وحدة التحكم مشابهة لتلك التي يقوم بها برنامج تعريف على أنظمة أصغر. بعض الأجهزة لديها وحدات تحكم مدمجة تقوم بمنطقها المنفصل لكنها تكون مع الجهاز بدل أن تحتاج وحدة منفصلة. عادةً ما ترتبط وحدة التحكم بعدد من القنوات المتصلة بنظام أو عدد من الأنظمة.
أمثلة على وحدات تحكم في الحواسيب الكبيرة:
- وحدة تحكم IBM 2821 ، والتي استخدمت لتوصيل قارئ البطاقات، الخرامات، و طابعات السطرية إلى حواسيب IBM System/360 و IBM System/370
- IBM 270x و IBM 37xx استخدمت في الاتصالات
- IBM 3271, 3272, 3271, 3174 استخدمت لتوصيل منافذ طرفية (أجهزة عرض)